# Arthur Stadthagen

Arthur Stadthagen, ca. 1907

Arthur Stadthagen (* 23. Mai 1857 in Berlin; † 5. Dezember 1917 ebenda) war ein deutscher sozialdemokratischer Politiker und Schriftsteller.

## Leben
Stadthagen wurde als Sohn des Orientalisten und Sprachlehrers David Stadthagen und seiner Frau Bertha, geb. Rieß, in einer jüdischen Familie geboren. Er besuchte von 1865 bis 1876 das Berliner Friedrichs-Gymnasium. 1876/77 leistete Stadthagen seinen einjährigen Militärdienst ab. Von 1876 bis 1879 studierte er an der Friedrich-Wilhelm-Universität zu Berlin Rechtswissenschaft. In den Jahren 1879 bis 1884 arbeitete er als Referendar, 1884 wurde er Assessor.
Von Mai 1884 an Rechtsanwalt am Berliner Landgericht II, wurde Stadthagen im November 1892 wegen einer öffentlich geäußerten Kritik an seinen Berufskollegen aus dem Anwaltsstand ausgeschlossen. Seitdem trat er beruflich als Schriftsteller und als Rechtsberater auf. 1884 oder 1887 trat Arthur Stadthagen der Sozialdemokratie bei. 1889 wurde er zum Berliner Stadtverordneten gewählt und blieb es bis zu seinem Tode. Im Februar 1890 errang er in der Stichwahl das Reichstagsmandat für den Wahlkreis Potsdam 6 Niederbarnim. Er verteidigte es bis zu seinem Tode erfolgreich. Sein Nachfolger wurde Rudolf Wissell (MSPD). Bis 1897 war Stadthagen der einzige Jurist in der Reichstagsfraktion der SPD. Er galt als Experte für Arbeits- und Sozialrecht und sprach regelmäßig für die SPD zum Etat der Justizverwaltung. Als er am 3. August 1895 in Niederbarnim einen Vortrag zum Agrarprogramm der SPD hielt, war Wladimir Iljitsch Lenin unter den Zuhörern.
Stadthagen war 1896 gemeinsam mit Karl Frohme an der Ausarbeitung des Bürgerlichen Gesetzbuches (BGB) beteiligt und setzte sich für die Gleichberechtigung von Mann und Frau in der Ehe sowie für ein Kollektives Arbeitsrecht ein, beides wurde jedoch von den bürgerlichen Parteien entschieden abgelehnt.
Nach dem Ausschluss aus dem Anwaltsstand war Stadthagen seit 1893 als Journalist beim Vorwärts tätig. Von September 1905 bis zum Oktober 1916 fungierte er dort als Redakteur. 1916 wurden alle Redakteure des „Vorwärts“, die der positiven Haltung der Reichstagsfraktion zum Ersten Weltkrieg ablehnend gegenüberstanden, aus der Redaktion entlassen, darunter auch Stadthagen.
Arthur Stadthagen, den man den „Zentristen“, also dem „marxistischen Zentrum“ der SPD um August Bebel und Karl Kautsky zurechnete, stimmte seit Dezember 1915 offen im Reichstag gegen die Kriegskredite der Reichsregierung. Im März 1916 wurde er mit 17 weiteren Kriegsgegnern aus der Reichstagsfraktion ausgeschlossen und gründete mit Hugo Haase und anderen die „Sozialdemokratische Arbeitsgemeinschaft“, aus der mit seiner Beteiligung die Unabhängige Sozialdemokratische Partei Deutschlands (USPD) im April 1917 in Gotha hervorging.
Stadthagen lehrte seit 1906 an der Parteischule der SPD in Berlin Arbeiterrecht und Rechtsfragen. Er nahm an allen wichtigen Parteitagen und zahlreichen internationalen Konferenzen der Sozialdemokratie teil. Mit Rosa Luxemburg verband ihn eine persönliche Freundschaft und eine lebhafte briefliche Korrespondenz.
Am 13. Mai 1910 trat er aus dem Judentum aus.
Lebenslang chronisch lungenkrank, verstarb Arthur Stadthagen am 5. Dezember 1917 an den Folgen einer Nieren- und Bauchfellentzündung. Er wurde auf dem Zentralfriedhof Friedrichsfelde begraben.

## Ehrungen
In Bernau bei Berlin ist die Arthur-Stadthagen-Straße nach ihm benannt.

## Werke
- Das Arbeiterrecht. Rechte und Pflichten des Arbeiters in Deutschland aus dem gewerblichen Arbeitsvertrag der Unfall-, Kranken-, Invaliditäts- und Altersversicherung. Mit Beispielen und Formularen für Klagen, Anträge, Beschwerden, Berufungen usw. Baake, Berlin 1895 (4. Aufl. J.H.W.Dietz, Stuttgart 1904. Digitalisat)
- Die „Zuchthausvorlage“. Die Neue Zeit. Wochenschrift der deutschen Sozialdemokratie. 17. Jg. (1898–99), 2. Band (1899), Heft 39, S. 388–398. Digitalisat
- Charakteristik der Instleute, Die Neue Zeit. Wochenschrift der deutschen Sozialdemokratie. 17. Jg. (1898–99), 2. Band(1899), Heft 51, S. 787–790. Digitalisat
- Das neue Unfallversicherungsgesetz (Gewerbe-, Bau-, See-Unfallversicherungsgesetz und Unfallversicherungsgesetz für Land- und Forstwirthschaft). Die Novelle zur Gewerbeordnung vom 30. Juni 1900. Die Novelle zum Krankenversicherungsgesetz vom 30. Juni 1900. Mit Beispielen und Formularen für Anträge, Klagen, Beschwerden, Berufungen, Rekurse usw. Erläutert. J.H.W. Dietz, Stuttgart 1900.
- Ausnahmerechte gegen die ländlichen Arbeiter in Deutschland. In: Die Neue Zeit. Wochenschrift der deutschen Sozialdemokratie. 18. Jg. (1899–1900), 1. Band (1900), Heft 13, S. 388–398. Digitalisat
- Führer durch das Bürgerliche Gesetzbuch. Gemeinverständliche Darstellung der für die erwerbsthätige Bevölkerung wesentlichen Rechtsverhältnisse. Mit Beispielen und Formularen. J.H.W.Dietz Nachf., Stuttgart 1900 (4. erw. u. verb. Aufl., J.H.W.Dietz Nachf., Stuttgart 1904)
- Der erste Parteitag der Sozialdemokratie Preußens. In: Die Neue Zeit. Wochenschrift der deutschen Sozialdemokratie. 23. Jg. (1904–1905), 1. Band (1905), Heft 15, S. 481–491. Digitalisat
- Rezension: Das Reichsgesetz, betreffend Kaufmannsgerichte vom 6. Juli 1904 nebst zwei Anhängen. Erläutert v. M. v. Schulz. Jena 1905, Verlag von Gustav Fischer. In: Die Neue Zeit. Wochenschrift der deutschen Sozialdemokratie. 23. Jg. (1904–1905), 2. Band (1905), Heft 35, S. 294–295. Digitalisat
- Der Parteitag zu Jena. In: Die Neue Zeit. Wochenschrift der deutschen Sozialdemokratie. 23. Jg. (1904–1905), 2. Band (1905), Heft 43, S. 521–528. Digitalisat
- Partei-Papsttum und Klassen-Justiz in der Sozialdemokratie. Eine aktenmäßige Schilderung des Konfliktes zwischen dem Pankower Wahlverein und dem Niederbarnimer Kreis-Vorstand respektive dem Reichstags-Abgeordneten Stadthagen. Röber, Berlin-Pankow 1909.
- Die Novelle zur Gewerbe-Ordnung vom Dezember 1908. J.H.W.Dietz Nachf., Stuttgart 1909.
- Partei-Papsttum und Klassen-Justiz in der Sozialdemokratie. Eine aktenmäßige Schilderung des Konfliktes zwischen dem Pankower Wahlverein und dem Niederbarnimer Kreis-Vorstand resp. dem Reichstags-Abgeordneten. Gustav Röber, Pankow 1909.
- Gegen Koalitionsrecht und Arbeiterschutz. In: Die Neue Zeit. Wochenschrift der deutschen Sozialdemokratie. 31. Jg. (1912–1913), 1. Band (1913), Heft 17, S. 585–590. Digitalisat
- Gesetz über die Unterstützung der Familien von Kriegsteilnehmern. Brühl, Berlin 1914.
- Sonderdruck mit dem Wortlaut des Berichtes über eine gemeinsame Sitzung der Führungsgremien der SPD zum Kriegsausbruch im August 1914. (Berlin) August 1914.
- Unter dem Belagerungszustand. Stenographischer amtlicher Bericht über die Reden des Abgeordneten Stadthagen und Ledebour nebst einigen anderen Reden im Reichstage am 20. März 1915. Kraus, Nendeln 1976 (Nachdruck der Ausgabe Berlin 1915)
- Gesetz betr. den vaterländischen Hilfsdienst. Als Manuskript gedruckt (Berlin 1917) Digitalisat
- Ausgewählte Reden und Schriften 1890–1917. Hrsg. von Holger Czitrich-Stahl. Peter Lang, Frankfurt 2015, ISBN 3-631-65416-2.